# Osterberg (Landkreis Holzminden)
Der Osterberg ist ein Naturschutzgebiet im niedersächsischen Flecken Polle in der Samtgemeinde Bodenwerder-Polle im Landkreis Holzminden.
Das Naturschutzgebiet mit dem Kennzeichen NSG HA 118 ist 25,5 Hektar groß. Es ist vollständig vom Landschaftsschutzgebiet „Wesertal“ umgeben. Das Gebiet steht seit dem 23. April 1987 unter Naturschutz. Zuständige untere Naturschutzbehörde ist der Landkreis Holzminden.
Das Naturschutzgebiet liegt südlich von Polle und stellt einen aufgelassenen Kalksteinbruch unter Schutz, der auf einem schwach zum Wesertal geneigten Hang liegt. In dem bis zu acht Meter tiefen Steinbruch treten verschiedene Muschelkalkschichten zu Tage.
Der Steinbruch wird geprägt von Felswänden, einzeln stehenden Klippen, Geröllhalden und Plateaus. Die flachgründigen Flächen des Steinbruchs werden von Kalkhalbtrockenrasen eingenommen. Auf den mittelgründigen Flächen und den Randbereichen sind Trockengebüsche und Vorwaldstadien zu finden.